# هریت پیشنس دیم
هریت پِیشِنس دِیم (۵ ژانویه ۱۸۱۵ – ۲۴ آوریل ۱۹۰۰) پرستاری برجسته در جنگ داخلی آمریکا بود. پرتره او در مجلس ایالتی نیوهمپشایر آویخته شده است.

## اوایل زندگی
دِیم در بارنستد، نیوهمپشایر در ۵ ژانویه ۱۸۱۵ از جیمز چادوُرن و فیبی آیرز زاده شد. دِیم کوچک‌ترین فرزند از میان پنج خواهر و برادر بود. در سال ۱۸۴۳، دِیم به کنکورد، نیوهمپشایر نقل مکان کرد، جایی که تا آغاز جنگ داخلی در آنجا زندگی می‌کرد و به مشاغل گوناگون مشغول بود. تا سال ۱۸۶۱، او یک پانسیون دانشجویی را اداره می‌کرد. او هیچ آموزش رسمی‌ای به عنوان پرستار ندیده بود.

## جنگ داخلی

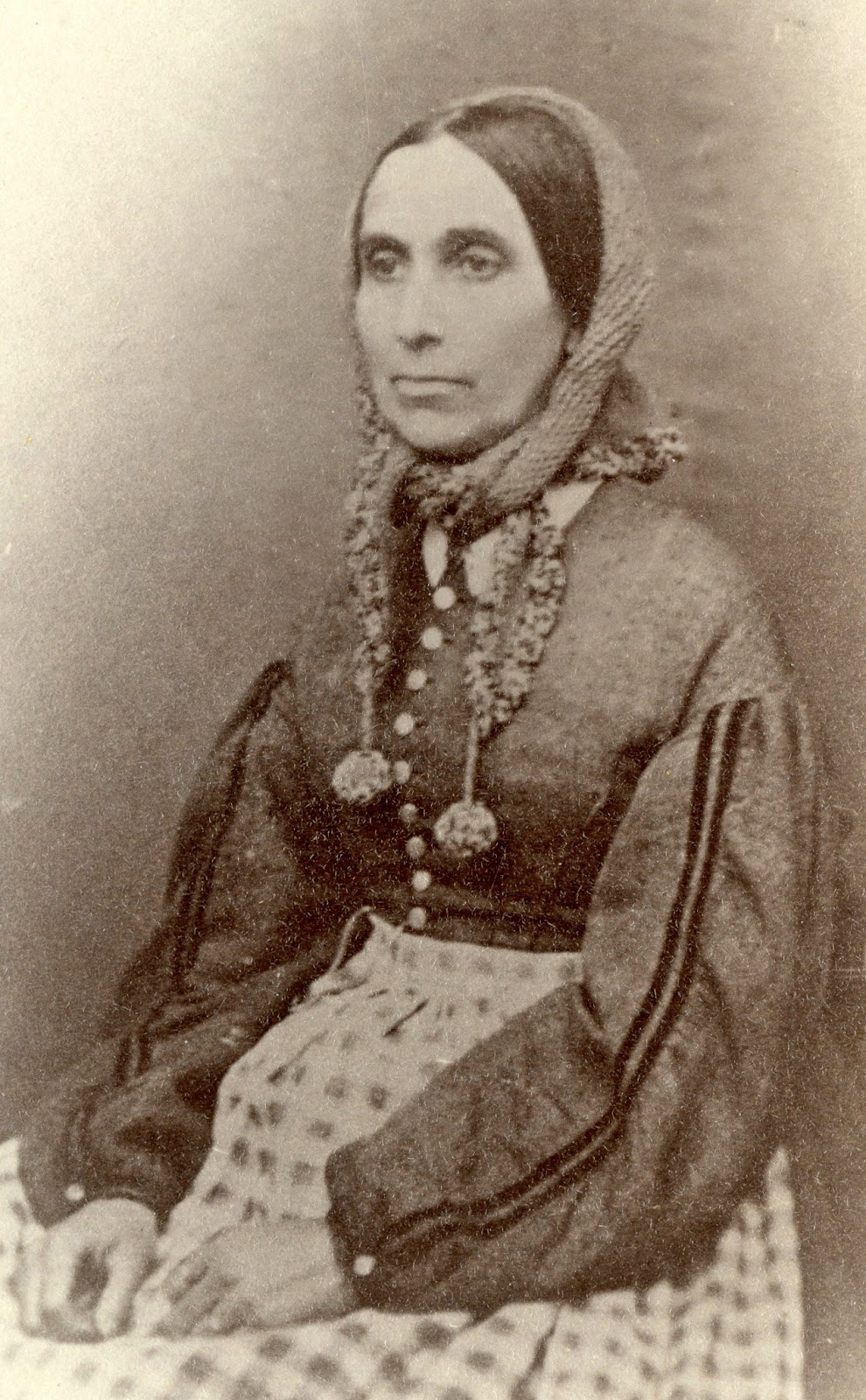
هریت پِیشِنس دِیم در دوران جنگ

با آغاز جنگ، دِیم ۴۶ ساله به مرکز آموزش نیروهای تازه‌وارد در اردوگاه یونیون در کنکورد رفت و خدمات خود را به افسران آنجا پیشنهاد داد. از آنجا که این اردوگاه درمانگاهی نداشت، دِیم به‌عنوان پرستار به کار گرفته شد.
دِیم از ژوئن ۱۸۶۱ تا کریسمس ۱۸۶۵، زمانی که هنگ از خدمت خارج شد، به‌عنوان سرپرست با هنگ داوطلب دوم نیوهمپشایر خدمت کرد. او بدون مرخصی در دو دوره سربازگیری خدمت کرد. حقوق او به‌عنوان سرپرست بیمارستان در ابتدا ماهانه شش دلار بود، اما در سال ۱۸۶۳ به ده دلار افزایش یافت.
این هنگ عمدتاً از مردانی از کنکورد و اکستر تشکیل شده بود و تحت فرماندهی سرهنگ گیلمن مارستون قرار داشت. دِیم همراه با نیروها راهپیمایی و اردو می‌زد و اغلب تنها زن در میان هزار مرد بود. در سپتامبر ۱۸۶۴، او به‌عنوان سرپرست بیمارستان سپاه هجدهم ارتش منصوب شد. وظایف او شامل نظارت بر دیگر پرستاران و پخت‌وپز برای بیماران بیمارستان بود که تعدادشان گاه به هزاران نفر می‌رسید. مارستون دربارهٔ او گفت: «دوشیزه دِیم شجاع‌ترین زنی بود که تاکنون دیده‌ام. او را دیده‌ام که بدون هیچ لرزشی در برابر یک آتشبار توپخانه ایستاد، درحالی‌که مردی برای در امان ماندن از ترکش‌ها پشت او پناه گرفت. او همیشه در زمان‌های حساس حاضر بود.» دِیم در بول ران نخست، بول ران دوم، نبرد فردریکسبرگ و نبرد گتیسبورگ حضور داشت. رسیدگی او به سربازان فراتر از مراقبت پزشکی بود؛ او گاهی برای مجروحان توت‌فرنگی می‌چید یا برایشان نامه‌هایی به خانه می‌نوشت. وظایف پرستاری او نیز متنوع بود؛ گاهی بر تدارکات نظارت می‌کرد و گاهی شرایط بهداشتی سایر هنگ‌ها را بررسی می‌کرد. دِیم تا پایان عملیات نظامی فعال در این بیمارستان باقی ماند و سپس به هنگ دوم نیوهمپشایر بازگشت. در ۲۵ دسامبر ۱۸۶۵، این هنگ از خدمت خارج شد و به خدمت دِیم نیز پایان داده شد.
او دو بار در نبرد اسیر شد اما آزاد گردید. در نبرد دوم بول ران، دِیم به اسارت درآمد اما چون به‌طور یکسان از سربازان اتحادیه و مؤتلفه مراقبت می‌کرد، آزاد شد. در یک مورد، استون‌وال جکسون بازگشت او به خطوط اتحادیه را تأیید کرد.

## زندگی پس از جنگ
پس از جنگ، دِیم توسط ویلیام ئی. چندلر به‌عنوان منشی در وزارت خزانه‌داری در واشینگتن، دی.سی. منصوب شد. او این سمت را به‌مدت بیست‌وهشت سال تا سال ۱۸۹۵ حفظ کرد. او تا سال ۱۹۰۰ به زادگاه خود بازنگشت. در سال ۱۸۸۴، کنگره برای او یک مستمری نظامی تصویب کرد، اما دِیم همواره این پول را به نیازمندان اهدا می‌کرد.
دِیم پس از درگذشت دوروتیا دیکس و استعفای دکتر سوزان آن ادسون، به‌عنوان سومین رئیس انجمن ملی پرستاران ارتش در جنگ داخلی آمریکا خدمت کرد.
دِیم هرگز ازدواج نکرد.